# Liste der Biografien/Hola
Liste der Biografien |
Portal Biografien |
Personensuche
# |
A |
B |
C |
D |
E |
F |
G |
H |
I |
J |
K |
L |
M |
N |
O |
P |
Q |
R |
S |
T |
U |
V |
W |
X |
Y |
Z |
?
 
Ha |
Hd |
He |
Hi |
Hj |
Hk |
Hl |
Hm |
Hn |
Ho |
Hr |
Hs |
Ht |
Hu |
Hv |
Hw |
Hy
 
Hoa |
Hob |
Hoc |
Hod |
Hoe |
Hof |
Hog–Hok |
Hol |
Hom |
Hon |
Hoo |
Hop |
Hoq |
Hor |
Hos |
Hot |
Hou |
Hov |
How |
Hox |
Hoy |
Hoz
 
Hola |
Holb |
Holc |
Hold |
Hole |
Holf |
Holg |
Holi |
Holj |
Holk |
Holl |
Holm |
Holn |
Holo |
Holp |
Holr |
Hols |
Holt |
Holu |
Holv |
Holw |
Holy |
Holz
Die Liste der Biografien führt alle Personen auf, die in der deutschsprachigen Wikipedia einen Artikel haben. Dieses ist eine Teilliste mit 36 Einträgen von Personen, deren Namen mit den Buchstaben „Hola“ beginnt.

## Hola

### Holab
- Holab, William (* 1958), US-amerikanischer Komponist und Musikverleger
- Holabird, William (1854–1923), US-amerikanischer Architekt
- Holabird, William S. († 1855), US-amerikanischer Jurist und Politiker

### Holad
- Holaday, William P. (1882–1946), US-amerikanischer Politiker

### Holan
- Holan Rovenský, Václav Karel (1644–1718), tschechischer Komponist
- Holan, Jerry (1931–2022), US-amerikanischer Schwimmer
- Holaň, Miloš (* 1971), tschechischer Eishockeyspieler und -trainer
- Holan, Vladimír (1905–1980), tschechischer Schriftsteller
- Höland, Albrecht (1810–1875), deutscher Instrumentenmacher und Politiker
- Höland, Armin (* 1948), deutscher Rechtswissenschaftler
- Höland, Carl (1821–1881), deutscher Richter und Politiker
- Höland, Ernst (1854–1923), deutscher Politiker (SED, PDS), MdA
- Holand, Ragnhild (1938–2013), norwegische Badmintonspielerin
- Holand, Randi (* 1936), norwegische Badmintonspielerin
- Holand, Robert de, englischer Ritter
- Holand, Robert de, 1. Baron Holand († 1328), englischer Adeliger
- Holanda Ferreira, Aurélio Buarque de (1910–1989), brasilianischer Romanist und Lexikograf
- Holanda, Francisco de (1517–1585), portugiesischer Maler, Architekt, Antiquar, Historiker und Kunsttheoretiker
- Holanda, Hamilton de (* 1976), brasilianischer Mandolinenspieler und Komponist (Choro, Jazz)
- Holanda, Rodrigo de, niederländischer Maler
- Holander, Reimer Kay (1925–2013), deutscher Heimatforscher und Publizist
- Holanec-Rawpowa, Lubina (1927–1964), sorbische Musikerin
- Holánová, Kateřina (* 1977), tschechische Schauspielerin
- Holanová, Nina (* 1997), tschechische Tennisspielerin
- Holanti, Katja (* 1974), finnische Biathletin

### Holap
- Holappa, Pentti (1927–2017), finnischer Schriftsteller

### Holas
- Holaschke, Bernhard (* 1986), deutscher bildender Künstler
- Holaschke, Klaus (* 1962), deutscher Politiker
- Holásek, Peter (* 1953), slowakischer Diplomat
- Holasek, Sandra (* 1968), österreichische Ernährungswissenschaftlerin und Politikerin (ÖVP), Landtagsabgeordnete
- Holassian, Hagop Bedros VII. († 1843), Patriarch von Kilikien der Armenisch-katholischen Kirche
- Holassie, Ronnie (* 1971), Marathonläufer aus Trinidad und Tobago

### Holau
- Holaubek, Josef (1907–1999), österreichischer Polizist, Polizeipräsident von Wien
- Holaus, Maria (* 1983), österreichische SkirennläuferinMaria Holaus (* 1983)

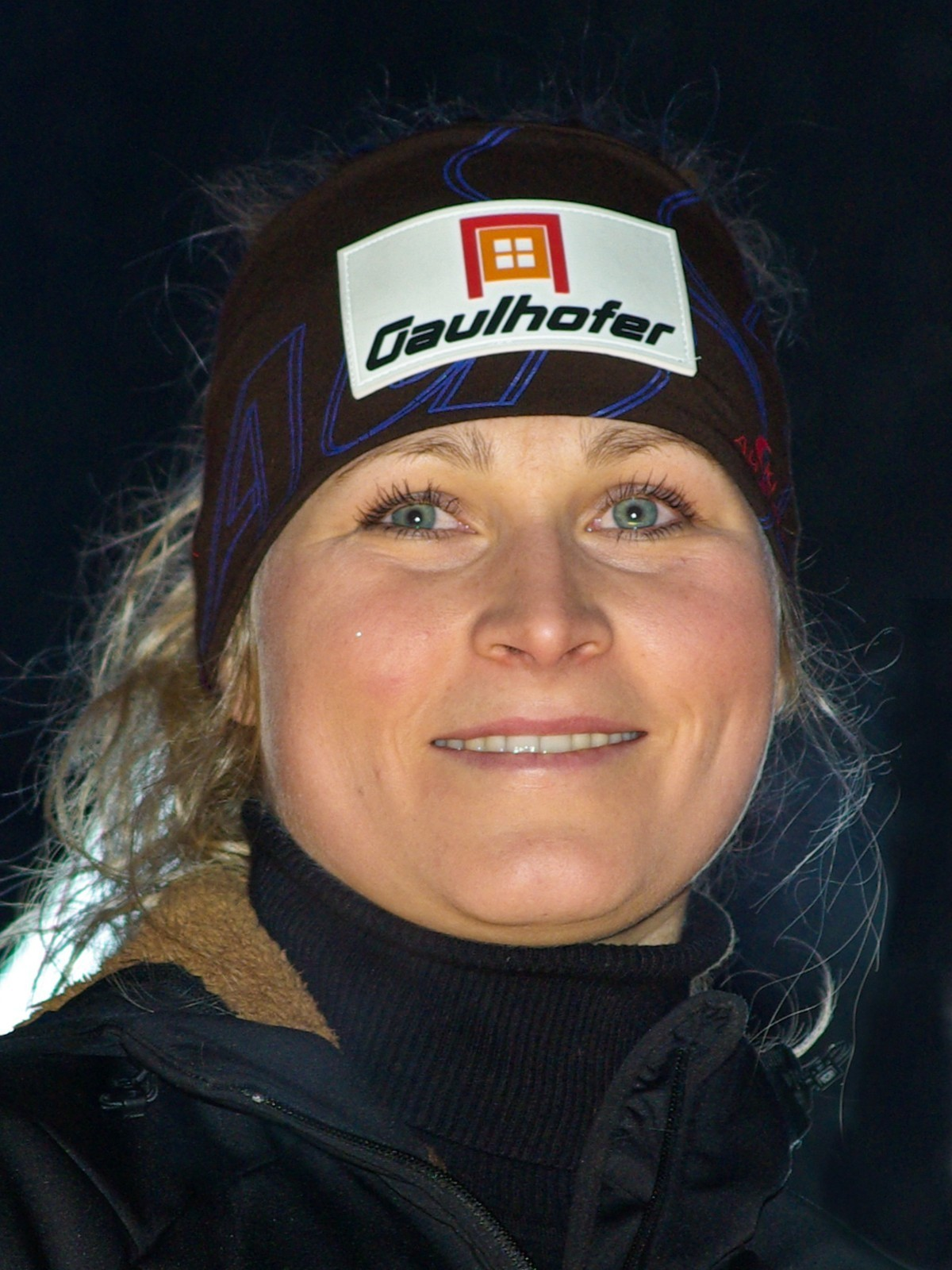
Maria Holaus (* 1983)

- Holaus, Mathea (* 1989), österreichische Triathletin

### Holaw
- Holawatsch, Erol (* 1977), österreichischer Politiker (ÖVP)